# Oppidum de Pierredon à Éguilles
Pour les articles homonymes, voir Pierredon.
L'oppidum de Pierredon est un site archéologique situé au sud de la commune d'Éguilles, dans les Bouches-du-Rhône. Il remonte à l'époque protohistorique. Il a fait l'objet de plusieurs campagnes de fouilles par les archéologues Bernard Pouyé de 1963 à 1967, Georges Cheylan dans les années 1970 et Patrice Arcelin de 1980 à 1981.

## Situation
L'oppidum se situe au sommet de la colline de Pierredon (ou Puyredon). Il est constitué d'habitations, d'ateliers et de réserves (magasins). Les fortifications sont constituées par trois remparts dont le plus intérieur est épaulé par des tours.

## Histoire
Le site a été occupé du IIIe siècle av. J.-C. au début de la période gallo-romaine. L’agglomération a connu une phase d'expansion au cours du IIe siècle av. J.-C., avant d'être sans doute détruite et abandonnée au moment de la prise de l'oppidum d'Entremont par les Romains, en 123 av. J.-C.. Le site a été réoccupé peu après.  
Le site a été inscrit aux monuments historiques par un arrêté du 27 août 1970.